# Menjamel dels Arfak
El menjamel dels Arfak (Melipotes gymnops) és un ocell de la família dels melifàgids (Meliphagidae).
Habita els boscos de les muntanyes Arfak i altres de l'oest de Nova Guinea.